# Ханау
Хана́у-ам-Майн (нем. Hanau am Main), традиц. Гана́у — город в Германии, в земле Гессен. Подчинён административному округу Дармштадт. Порт на правом берегу реки Майн, при впадении в неё Кинцига.
Город входит в состав района Майн-Кинциг. Население составляет 88 637 человек (на 31 декабря 2010 года). Занимает площадь 76,49 км².

## История
Впервые упоминается в 1143 году как замок местных феодалов из владетельного дома Ганау. Городскими правами наделён в 1303 году. В 1429—1736 гг. — столица графства Ганау, одного из малых государств Священной Римской империи. После смерти последнего графа Ганауского унаследован правителями Гессен-Касселя.
В 1597 году граф Филипп Людвиг II пригласил переселиться в свои владения из Южных Нидерландов собратьев по протестантской вере, которые страдали от притеснений испанских Габсбургов. Переселенцы образовали «новый город» Ганау. Они принесли с собой новые технологии, такие, как производство фаянса и ювелирное дело.
В 1782 на курорте Вильгельмсбад (ныне в границах Ханау) прошёл общеевропейский масонский конвент, на котором был принят Исправленный шотландский устав.
В октябре 1813 года во время боя при Ханау австро-баварский корпус пытался остановить отступающую армию Наполеона, но был разбит.
В марте 1945 года старый город был практически полностью уничтожен британской авиацией. После войны застроен заново. В феврале 2020 г. фигурировал в новостях в связи с расстрелом безоружных иммигрантов.

### Русские связи
В первой половине XIX в. город получил значительную известность среди русских путешественников в связи с тем, что в Ханау проживал популярный врач Иоганн-Генрих Копп. Его клиентами были такие знаменитые русские писатели, как Василий Андреевич Жуковский, Константин Николаевич Батюшков, Николай Михайлович Языков, Николай Васильевич Гоголь. Многие русские пациенты специально приезжали к Коппу и подолгу жили в Ханау. Так, в августе-октябре 1835 г. в Ханау жил с семьёй поэт князь Петр Андреевич Вяземский, дочь которого, Прасковью, лечил Копп.
Ганау не раз упоминается на страницах русской классики. Так, в роще на окраине Ганау происходит дуэль в повести Тургенева «Вешние воды». На первой странице «Бесов» Достоевского сказано, что Верховенский защитил «блестящую диссертацию о возникавшем было гражданском и ганзеатическом значении немецкого городка Ганау, в эпоху между 1413 и 1428 годами, а вместе с тем и о тех особенных и неясных причинах, почему значение это вовсе не состоялось».

### Уроженцы
Знаменитые сказочники братья Вильгельм и Якоб Гримм, а также известный скульптор-анималист Август Гауль, художник Мориц Даниэль Оппенгейм, родились в городе Ханау.
Также в Ханау в 1774 году родился министр финансов Российской империи граф Егор Францевич Канкрин, а в 1895 — композитор Пауль Хиндемит.
Рената Шмидт- Вице-президент Бундестага Германии (1990—1994), федеральный министр по делам семьи, пожилых людей, женщин и молодежи во втором кабинете Шрёдера (2002—2005, СДПГ)

### Немецкая дорога сказок
Ханау является заключительным этапом туристического маршрута «Немецкая дорога сказок».

## Достопримечательности
- Церковь Марии Магдалины
- Церковь Иоанна в «городе валлонцев» (1658)
- Две исторические ратуши: Музей ювелирного искусства и Ратуша Ханау
- Памятник братьям Гримм (1895)
- Филипсруэ, барочная резиденция графов Ганау в окрестностях города (1700—15)

## Транспорт
В 30 км от города расположен один из крупнейших в Европе международный аэропорт Франкфурта-на-Майне.

## Города побратимы
- Дартфорд (Великобритания)

#### Бывшие города-побратимы
- Россия, Ярославль (до 2022). Из-за вторжения России на Украину Ханау приостановил сотрудничество.[2]